# Scoliopteryx pallida
Scoliopteryx pallida är en fjärilsart som beskrevs av Arnold Spuler 1907. Scoliopteryx pallida ingår i släktet Scoliopteryx och familjen nattflyn. Inga underarter finns listade.